# Osterbotschaft
In seiner Osterbotschaft von 1917 stellte Wilhelm II. demokratische Reformen in Aussicht.
Zu Beginn des Ersten Weltkrieges wurde der Krieg im Rahmen des Burgfriedens noch von den meisten Gruppen und Parteien unterstützt. Nach der Spaltung der SPD wurde der Burgfrieden instabiler und der Druck nach demokratischen Reformen, die das politische Gewicht der Arbeiterschaft vergrößern sollten, wuchs. Die am 7. April 1917 auch auf Druck der Obersten Heeresleitung, die damals de facto das Land beherrschte, gehaltene Rede wurde von Theobald von Bethmann Hollweg geschrieben. In der Rede erklärte der Kaiser, dass nach einem „glücklichen Ende des Krieges“ Verfassungsänderungen geplant seien und dass das Dreiklassenwahlrecht in Preußen durch ein geheimes und direktes Wahlrecht ersetzt werden solle. Anfangs war auch ein gleiches Wahlrecht vorgesehen. Die angekündigten Reformen blieben hinter den Erwartungen demokratischer Kräfte zurück. Das Frauenwahlrecht wurde mit keinem Wort erwähnt. 
Da die Reformen zwar angekündigt, jedoch nicht umgesetzt wurden, verärgerte die Erklärung alle politischen Lager und trug daher vermutlich eher zur Destabilisierung bei. Erst als die militärische Niederlage Deutschlands absehbar war, stimmten die konservativen Kräfte der Parlamentarisierung des Kaiserreiches in den so genannten Oktoberreformen zu. 1919 wurde Deutschland mit der Weimarer Verfassung nach der Novemberrevolution von 1918 eine demokratisch verfasste Republik.